# Břidličná
Břidličná (früher tschechisch Frýdlant nad Moravicí, deutsch Friedland an der Mohra) ist eine rund 3600 Einwohner zählende Stadt im mährischen Moravskoslezský kraj (Tschechien).

## Geografie
Břidličná liegt zwölf Kilometer südöstlich von Bruntál an der Grenze zwischen Hohem und Niederem Gesenke, am Zusammenfluss der Mohra (tschechisch Moravice) mit dem Bach Polička.
Zur Gemeinde Břidličná nad Moravicí gehören die Ortschaften Albrechtice u Rýmařova (Olbersdorf) und Vajglov (Weigelsdorf).

## Geschichte
Die Stadt wurde im Jahre 1317 erstmals urkundlich erwähnt. Am 15. Oktober 1878 erhielt Friedland an der Mohra Bahnanschluss durch die Staatsbahn Kriegsdorf–Römerstadt. Am 1. Dezember 1930 hatte die Marktgemeinde Friedland an der Mohra 1.654 Einwohner, am 17. Mai 1939 waren es 1.751 und am 22. Mai 1947 1.466 Bewohner. Nach dem Münchner Abkommen wurde der Ort dem Deutschen Reich zugeschlagen und gehörte bis 1945 zum Landkreis Römerstadt. Die Deutschen wurden 1945 enteignet und vertrieben.

## Sehenswürdigkeiten
- Altkatholische Pfarrkirche der Heiligen Drei Könige (1577)
- Altkatholische Gedenkkirche des Josef II. (1911)
- Barockskulptur des Hl. Johann Nepomuk (1766)

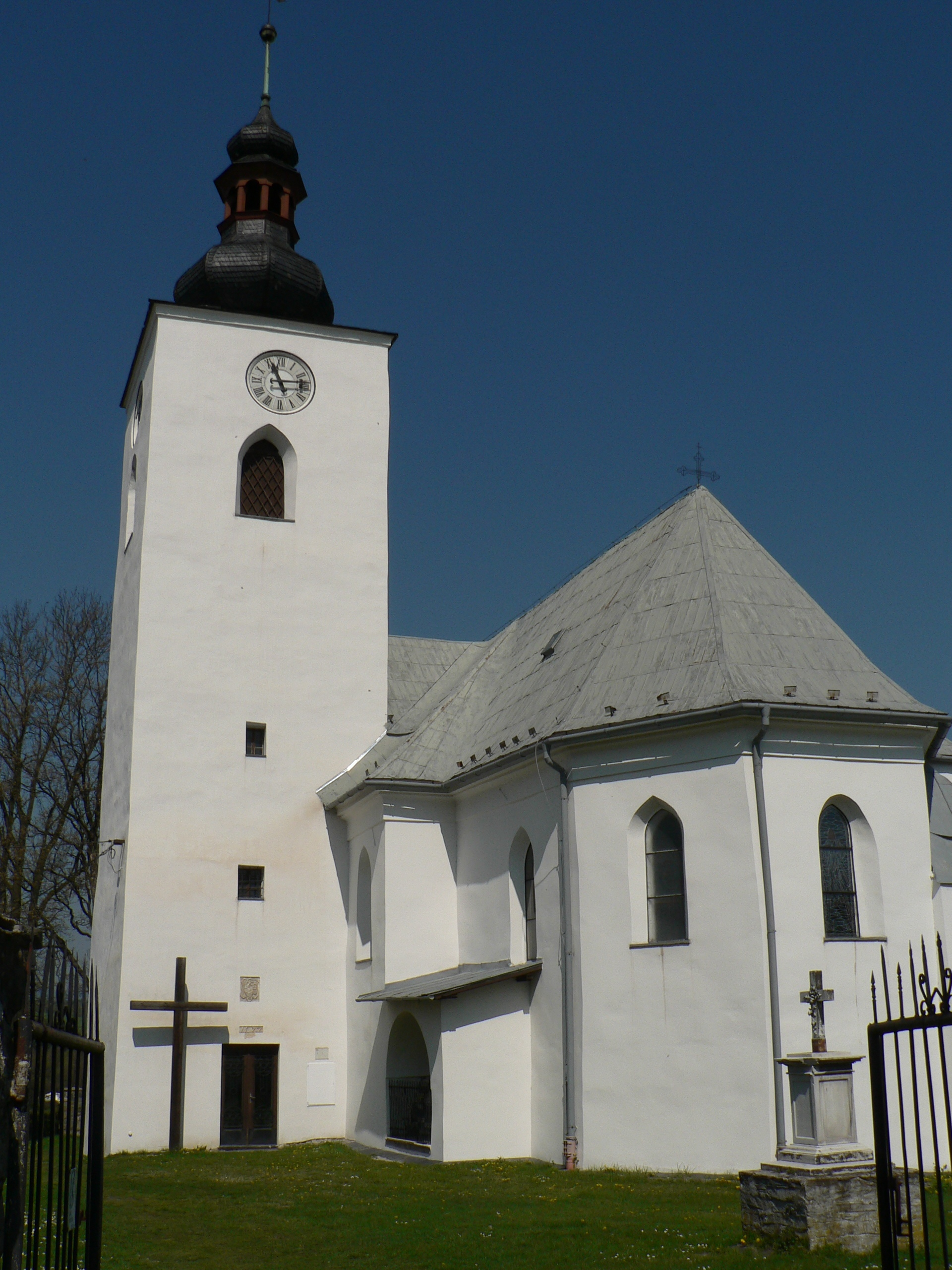
Kirche der Heiligen Drei Könige

## Söhne und Töchter der Stadt
- Albin Heinrich (1785–1864), Mineraloge, Historiker und Pädagoge
- Franz Scholz (1876–1960), christlicher Gewerkschafter und Politiker